# Гливицкий замок Пястов
Гливицкий замок Пястов (пол. Zamek Piastowski w Gliwicach) — замок, расположенный в центре города Гливице Силезского воеводства в Польше.

## История
Замок построен вместе с оборонительными стенами в середине XIV века в виде двух соединенных между собой башен.
В 1561 году новый владелец замка Фредерик фон Зетриц расширил его, совместив оригинальный готический стиль замка с более поздним ренессансным.
В течение следующих веков здание выполняло разные функции. Оно было арсеналом, тюрьмой и даже фольварком.
До периода Второй мировой войны, замок был известен как «Двор Цетрица» (нем. Zetritzhof).
После 1945 года начало использоваться название «замочек», а в 1983 году — «Замок Пястов». В 1959 году замок был тщательно отреставрирован, после чего он стал частью Гливицкого музея. В 2005—2008 годах была осуществлена основательная реновация замка.

## Галерея

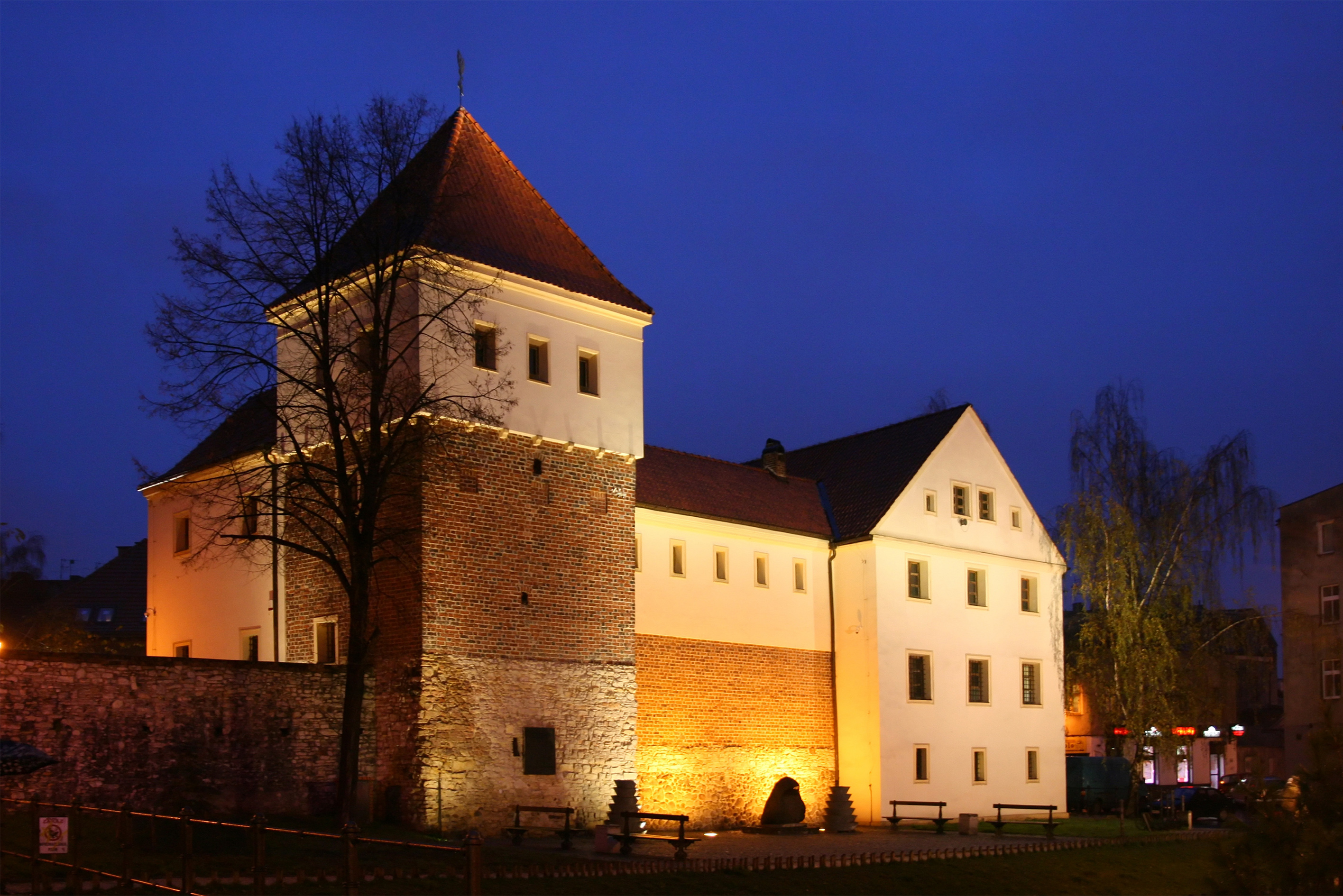
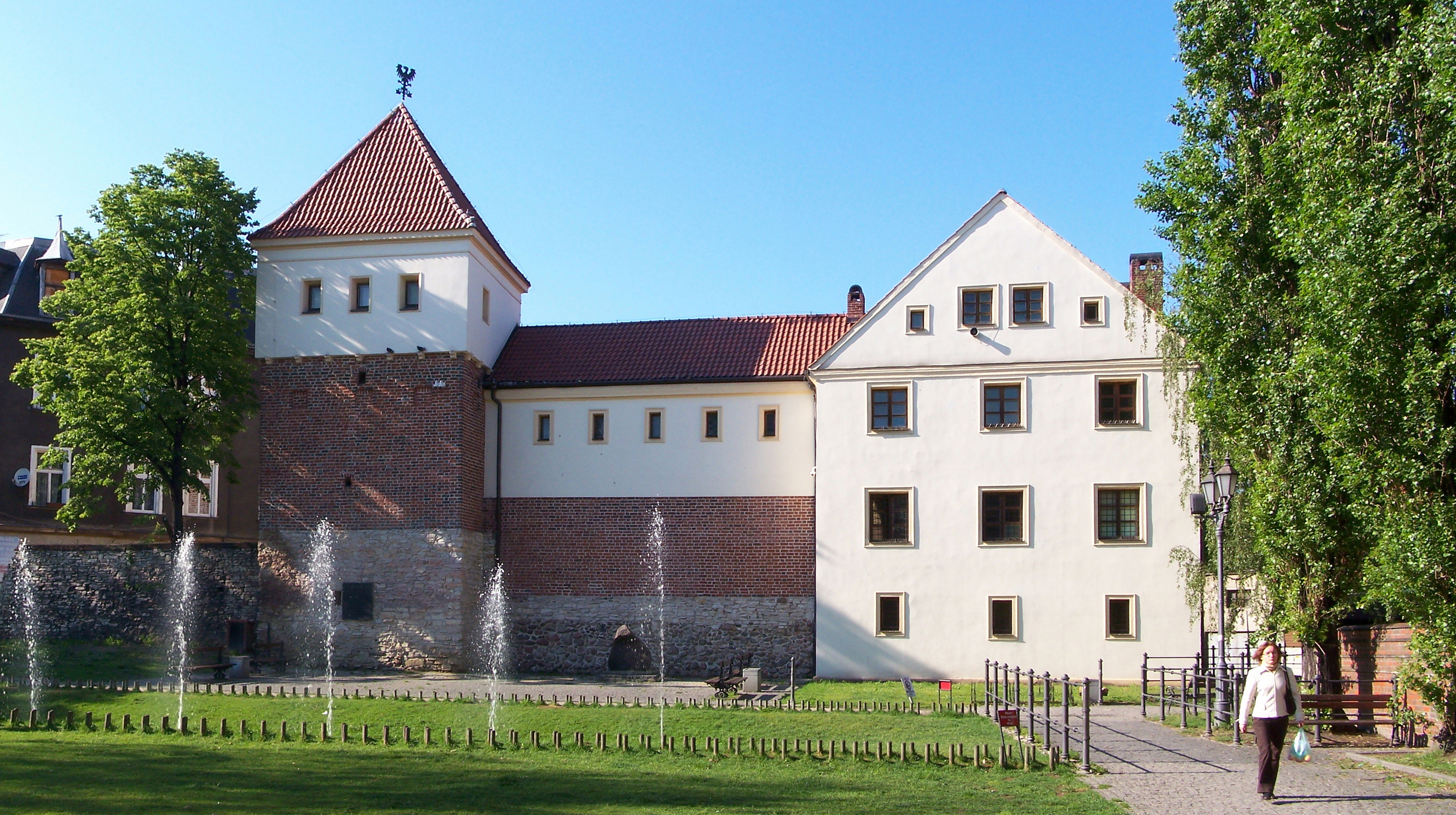
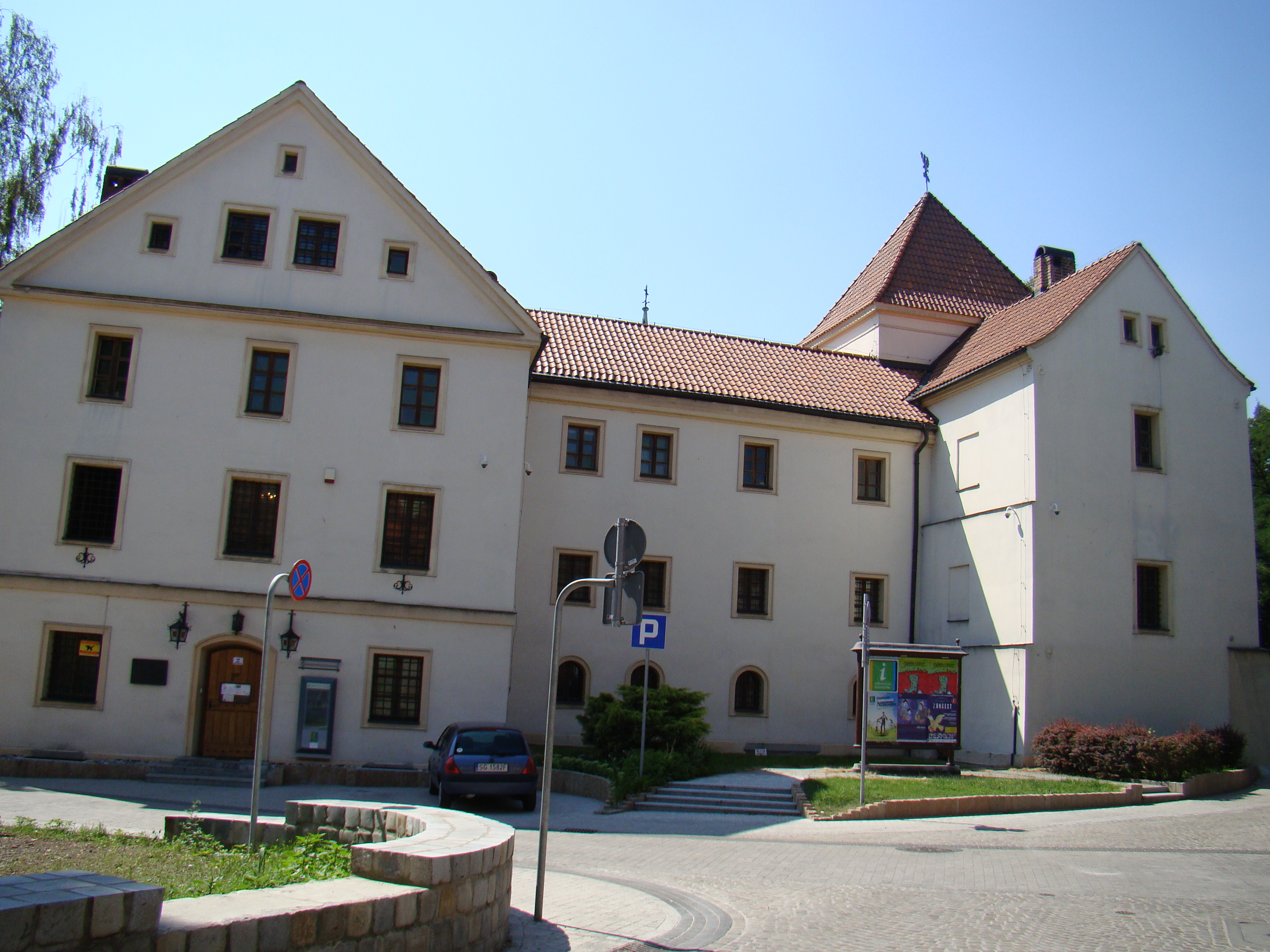